# Brides-les-Bains
Brides-les-Bains (in francoprovenzale Breda o Bouerda) è un comune francese di 578 abitanti situato nel dipartimento della Savoia della regione dell'Alvernia-Rodano-Alpi. È conosciuta come importante località idrotermale grazie alle sue acque solfato-sodiche ricche di magnesio, indicate per la cura dei problemi circolatori.

## Società

### Evoluzione demografica
Abitanti censiti